# Helmand (rivière)

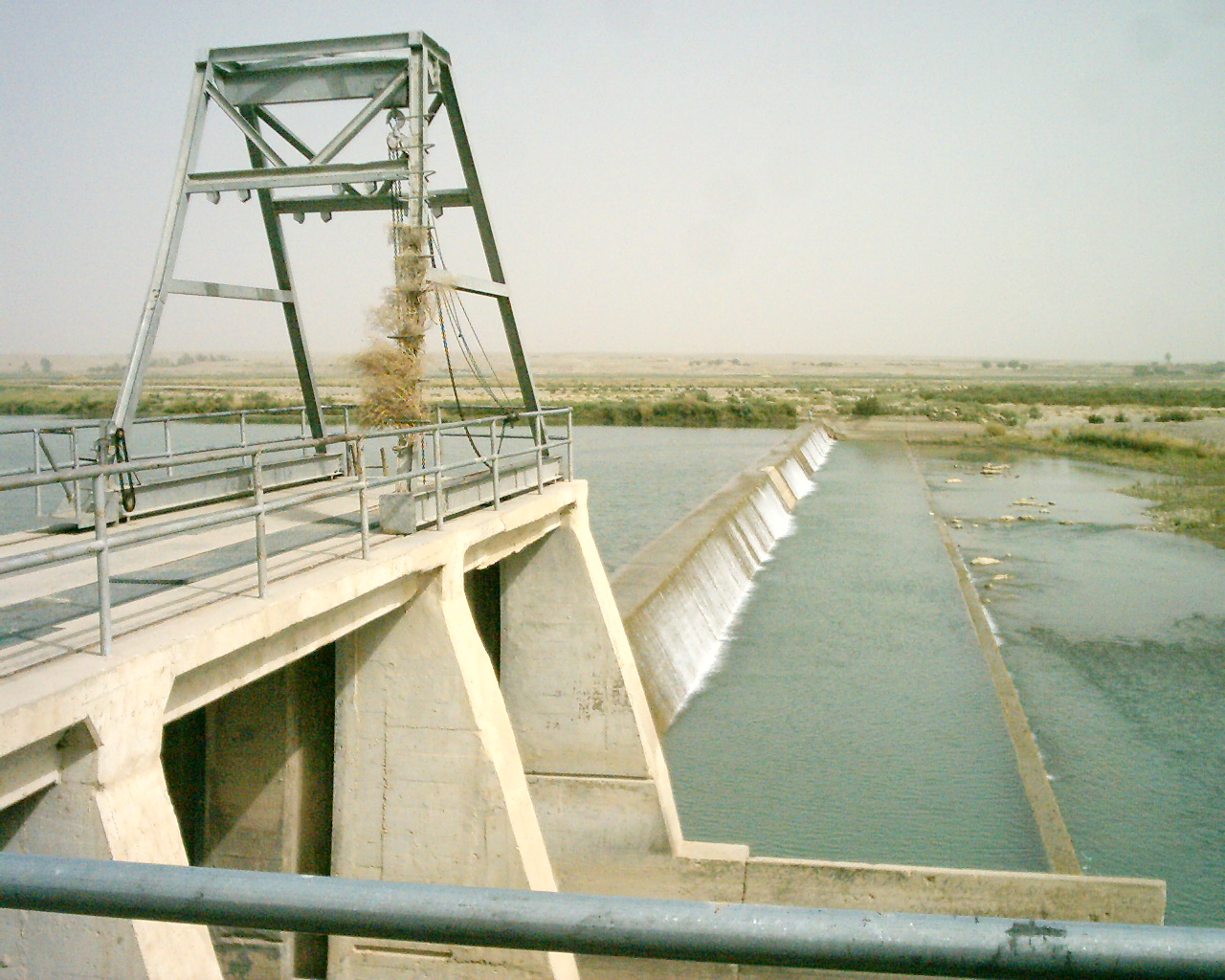
L'Helmand à Girichk, au début de son cours inférieur dans les plaines du sud-ouest afghan

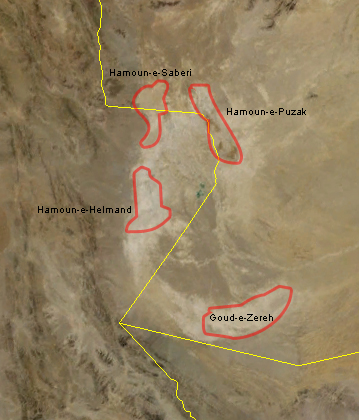
Vue des trois principaux Hamouns du système Helmand-Sistan ainsi que du Goud-e-Zareh (photo prise en 2004, année de grande sècheresse). Les lignes jaunes sont les frontières d'état. Au sud-est : le Pakistan

Pour les articles homonymes, voir Helmand.
L'Helmand, appelé aussi Helmund, Helmend, Hilmand ou Hirmand (en persan : Hirmand, هیرمند), est une rivière du sud-ouest de l'Afghanistan et de l'est de l'Iran. Elle est longue de 1 150 km. C'est une des rivières les plus importantes d'Afghanistan, la principale du bassin endoréique du Sistan. L'Helmand traverse les provinces afghanes du Wardak, Bamiyan, Orozgân, Helmand et Nimrôz, ainsi que la province iranienne du Sistan-et-Baloutchistan.

## Géographie
L'Helmand naît à peu de distance à l'ouest de Kaboul, dans les monts du Koh-e-Paghman (province afghane de Wardak). Le cours d'eau adopte rapidement la direction de l'ouest puis du sud-ouest. Il reçoit dans son cours supérieur, en rive droite, de petits affluents abondants bien alimentés par les pluies, neiges et glaciers du versant sud du Koh-i Baba. Dans son cours moyen, il traverse vers le sud-ouest des régions montagneuses arides et peu peuplées.
Dans la province d'Uruzgan il reçoit de gauche la rivière Tirin Roud. Cinquante kilomètres plus loin, son cours est barré par le barrage de Kajakai, construit en 1952 par Morrison-Knudson dans la province d'Helmand, et forme de ce fait un lac de 107 km2. Environ 40 km plus au sud-ouest, au confluent d'un abondant tributaire, le Musa Qala venu du nord (rive droite), se trouve la ville de Sangin. Il quitte les montagnes au niveau de la ville de Girichk où il est enjambé par la grand route Kaboul-Hérat.
La rivière se dirige de manière assez rectiligne vers les plaines de sud-ouest de l'Afghanistan, où se déroule son cours inférieur. Là, après avoir reçu en rive gauche, les eaux de l'important Arghandab aux environs de la ville de Lachkar Gah, il s'engage dans les régions désolées du sud-ouest afghan. Son cours sépare le désert du Dasht-e-Margo à droite du désert sableux appelé Registan, à gauche. En fin de parcours, s'approchant de la frontière du Pakistan, la rivière effectue une large boucle vers l'ouest puis le nord, et pénètre ainsi en territoire iranien, où a été formé un important delta.
À la frontière, juste après avoir arrosé le village de Char Bujak, l'Helmand se divise en deux bras principaux. Le premier (à gauche) appelé Sistan coule directement en Iran et forme le lac iranien appelé Hamoun-e Helmand. Le second (au nord), le Parian, passe par la ville de Zaranj, et forme la frontière irano-afghane sur une vingtaine de kilomètres, ensuite il revient en Afghanistan et se jette dans le lac binational Hamoun-e Puzak. Notons que le Parian reçoit plusieurs petits affluents afghans drainant une surface de quelque 1 900 kilomètres carrés.
La totalité des eaux de l'Helmand se répartit finalement dans le système endoréique des lacs (appelés Hamouns) du Sistan, à cheval sur le territoire des deux pays, où elles finissent par s'évaporer totalement.

## Les Hamouns du Sistan
Les Hamouns du Sistan (ou Seistan) sont une série de lacs de faible profondeur situés au centre de la cuvette irano-afghane du Sistan (pays des Sakas). Ces lacs, formant un large demi-cercle à convexité nord-ouest, reçoivent les eaux des rivières Adrachkan (ou Harout), Farah Roud, Khach et Helmand, toutes issues des montagnes de l'Afghanistan, ainsi que de quelques autres petits cours d'eau peu importants. Au centre de ce demi-cercle formé par la chaîne des hamouns se trouve, presque totalement en territoire iranien, le delta de l'Helmand, de loin le plus grand contributeur à l'ensemble.
La chaîne des hamouns est située à cheval sur les deux pays, mais est plus centrée sur le territoire iranien, tandis que les eaux les alimentant proviennent presque exclusivement d'Afghanistan.
Les hamouns sont des étendues d'eau de très faible profondeur (de 1 à 3 mètres en moyenne). Leur niveau est très variable d'après les précipitations enregistrées dans les hautes montagnes afghanes. En période de hautes eaux, ils communiquent entre eux. Le dernier élément de la chaîne, l'Hamoun-e Hirmand, situé en Iran, possède un déversoir commun à l'ensemble : la rivière Chile qui coule vers le sud. En cas de hautes eaux, l'ensemble des hamouns évacue son trop-plein par ce déversoir, et les eaux sont alors éjectées vers le Goud-e Zareh, qui n'est alimenté que par ce biais-là (il ne reçoit aucun cours d'eau d'importance) et qui est situé assez loin au sud de l'ensemble, en territoire afghan, non loin de la frontière du Pakistan. Il s'ensuit que les sels qui devraient logiquement s'accumuler dans les hamouns (comme au centre de tout bassin endoréique), se retrouvent régulièrement expulsés vers cette étendue d'eau, laquelle montre de ce fait un degré de salinité élevé. Par contre, la chaîne d'hamouns située en amont (le demi-cercle) bénéficie d'une eau relativement douce et donc poissonneuse.
Les hamouns sont les suivants (d'est en ouest) :
- Hamoun-e Puzak : alimenté par la branche Parian de l'Helmand, la rivière Khach, et partiellement par le Farah.
- Chonge Sorkh : alimenté par les zones humides environnantes (c.-à-d. du delta de l'Helmand).
- Baringak : fait le lien entre l'Hamoun-e Puzak et l'Hamoun-e Saberi
- Hamoun-e Saberi : dont les eaux proviennent surtout de l'Helmand, de l'Adrachkan et partiellement du Farah.
- Hamoun-e Hirmand : alimenté par l'Hamoun-e Saberi et l'Helmand (branche Sistan).

Les trois principaux hamouns sont l'Hamoun-e Puzak, l'Hamoun-e Saberi et l'Hamoun-e Hirmand.
L'ensemble du système des hamouns est parfois appelé Lac Hamoun ou Lac Hamun.
La contenance maximale de l'ensemble des cinq hamouns, avant que leur volume ne déborde par leur exutoire naturel le Chile, est estimée à 13 025,6 millions m3, c'est-à-dire un peu plus de 13 kilomètres cubes.
Du côté iranien, la plaine du delta couvre environ 2 500 km2 ; le système des terres humides environnantes a une superficie de plus ou moins 5 000 km2.
Les lacs sont l'un des principaux et des plus précieux écosystèmes d'Iran. Ils font intégralement partie de la convention de Ramsar sur les zones humides, et sont classés comme réserve de biosphère par l'UNESCO.

## Retenues d'eau et barrages
Le barrage de Kajakai, dans la province d'Helmand, a créé un énorme réservoir d'une capacité de 1,8 milliard de mètres cubes. La digue a 90 mètres de haut. Cette dernière a été endommagée lors de l'invasion américaine de l'automne 2001, mais réparée dès 2002.
Des barrages sur la rivière ont également été construits à Saraj et à Boghra (aux environs de Girichk, ville du piémont des montagnes), dans le but de prélever l'eau de l'Helmand pour l'irrigation. Le barrage de Boghra fait partie d'un important complexe d'irrigation vers de larges secteurs de terres sèches mais fertiles, situées en rive droite de la rivière, c'est-à-dire les zones de Marja, Nad-e Ali et Chamalan.

## Observation des débits de l'Helmand
Pour l'ensemble des cours d'eau qui convergent vers les hamouns du Sistan, le débit annuel est estimé à 7,5 milliards de mètres cubes, c'est-à-dire près de 240 mètres cubes par seconde.

### Débits annuels et module
Pour le seul Helmand (sans les autres tributaires des hamouns), les chiffres des débits annuels, mesurés à Borjak (une vingtaine de kilomètres avant le début du delta en territoire afghan), ont été les suivants :
| Débit annuel en kilomètres cubes | Débit annuel en kilomètres cubes | Débit annuel en kilomètres cubes | Débit annuel en kilomètres cubes |
| Année                            | Volume (km3/an)                  | Année                            | Volume (km3/an)                  |
| -------------------------------- | -------------------------------- | -------------------------------- | -------------------------------- |
| 1947-1948                        | 2,2                              | 1967-1968                        | 7,1                              |
| 1948-1949                        | 4,4                              | 1968-1969                        | 6,8                              |
| 1949-1950                        | 6,4                              | 1969-1970                        | 7,0                              |
| 1950-1951                        | 6,3                              | 1970-1971                        | 0,9                              |
| 1951-1952                        | 7,0                              | 1971-1972                        | 6,6                              |
| 1952-1953                        | 5,1                              | 1972-1973                        | 4,3                              |
| 1953-1954                        | 3,2                              | 1973-1974                        | 2,8                              |
| 1954-1955                        | 8,0                              | 1974-1975                        | 3,2                              |
| 1955-1956                        | 3,6                              | 1975-1976                        | 9,4                              |
| 1956-1957                        | 9,7                              | 1976-1977                        | 3,6                              |
| 1957-1958                        | 14,9                             | 1977-1978                        | 3,1                              |
| 1958-1959                        | 6,5                              | 1978-1979                        | 4,0                              |
| 1959-1960                        | 6,3                              | 1979-1980                        | 7,3                              |
| 1960-1961                        | 4,2                              | 1980-1981                        | 5,8                              |
| 1961-1962                        | 6,0                              | 1981-1982                        | 8,8                              |
| 1962-1963                        | 2,9                              | 1982-1983                        | 9,3                              |
| 1963-1964                        | 2,7                              |                                  |                                  |
| 1964-1965                        | 5,4                              |                                  |                                  |
| 1965-1966                        | 9,0                              |                                  |                                  |
| 1966-1967                        | 3,8                              |                                  |                                  |

Ce qui donne une moyenne de 5,77 kilomètres cubes par an (calculée sur 36 ans). Le débit annuel moyen ou module est donc de 183 mètres cubes par seconde.

### Répartition mensuelle
Le tableau suivant reprend les moyennes des mesures des débits mensuels effectuées sur l'Helmand au niveau du barrage de Kajakai, et sur l'Arghandab le seul grand affluent en aval du barrage. Pour être complet, la troisième série de valeurs affiche les débits mesurés à Chahar Burjak localité située dans le désert du Sistan, loin en aval du confluent des deux cours d'eau et proche du delta de l'Helmand.
Ces mesures ont été faites entre 1953 et 1965.
Source :
| Période             | Débits mensuels moyens en millions de mètres cubes | Débits mensuels moyens en millions de mètres cubes | Débits mensuels moyens en millions de mètres cubes |
| Période             | Helmand à Karajai                                  | Arghandab au confluent                             | Helmand à Chahar Burjak                            |
| ------------------- | -------------------------------------------------- | -------------------------------------------------- | -------------------------------------------------- |
|                     |                                                    |                                                    |                                                    |
| octobre             | 188                                                | 10                                                 | 217                                                |
| novembre            | 226                                                | 18                                                 | 229                                                |
| décembre            | 250                                                | 67                                                 | 354                                                |
| janvier             | 271                                                | 67                                                 | 380                                                |
| février             | 297                                                | 115                                                | 479                                                |
| mars                | 894                                                | 142                                                | 562                                                |
| avril               | 1 648                                              | 314                                                | 1 216                                              |
| mai                 | 1 439                                              | 184                                                | 1 408                                              |
| juin                | 587                                                | 49                                                 | 656                                                |
| juillet             | 291                                                | 77                                                 | 377                                                |
| août                | 175                                                | 14                                                 | 286                                                |
| septembre           | 163                                                | 8                                                  | 229                                                |
| Total annuel        | 6 429                                              | 1 065                                              | 6 393                                              |
| Débit moyen en m3/s | 203,86                                             | 33,77                                              | 202,72                                             |

Pour la période en question, un peu plus de l'équivalent du débit de l'Arghandab est donc entièrement consommé, essentiellement par l'irrigation. On note une différence entre le débit de l'Helmand calculé sur la période 1953-1965 (13 ans) et le même débit calculé durant la période 1948-1983 (voir plus haut). Cette différence est parfaitement expliquée par les irrégularités annuelles importantes de la rivière.

#### Les débits mensuels en aval du barrage de Kajakai
Le régime de l'Helmand est de type nival avec crues de printemps, c’est-à-dire de fin mars à début juin, avec un maximum en avril-mai.
La rivière est en effet essentiellement alimentée par la fonte des neiges.
Quant à l'étiage, il a lieu en automne-hiver, d'octobre à janvier, avec un minimum en novembre.
Le débit du la rivière à l'aval du barrage de Kajakai a été observé pendant 13 ans (1947-1960).
À Kajakai, le débit annuel moyen ou module observé sur cette période était de 201 m3/s pour un bassin versant de 46,600 km2.
La lame d'eau écoulée dans cette partie du bassin versant de la rivière - de loin la plus importante du point de vue de l'écoulement - atteint ainsi le chiffre de 136 millimètres par an.

## Irrigation et partage de l'eau
La cuvette du Sistan se trouve hydrologiquement en fin de parcours d'un grand bassin versant endoréique de 289 000 km2, rassemblant quatre cours d'eau importants dont l'Helmand est de loin le plus important. Ce grand bassin versant est inégalement réparti entre l'Iran, l'Afghanistan et, très partiellement, le Pakistan. Mais c'est aussi une des régions les plus sèches de la planète. En ces lieux, l'eau est la vie, et elle y est particulièrement convoitée. Tout captage d'eau en amont (Afghanistan) peut appauvrir l'aval et y créer des déséquilibres écologiques et économiques considérables. Or ces captages d'eau en amont ont continuellement augmenté depuis les années 1960, lorsqu'avec la construction de barrages et de réseaux de canaux d'irrigation, on a considérablement augmenté les surfaces irriguées.
Le débit annuel moyen ou module de l'Helmand est de 183 m3/s, mais peut varier considérablement (2 000 m3/s lors des crues et 56 m3/s à l'étiage). Quelque 70 % des terres arables en aval de la retenue de Kajakai par exemple sont irrigués au moyen de nombreux canaux construits depuis les années 1960. Pour ce faire, près des deux tiers des eaux de l'Helmand aurait été utilisée.
Un accord signé en 1973 entre l'Afghanistan et l'Iran prévoit que l'Iran a un droit d'utilisation de 22 mètres cubes par seconde des eaux du fleuve, plus éventuellement 4 mètres cubes supplémentaires, soit au total quelque 820 millions de mètres cubes par an.
Une dispute entre l'Afghanistan et l'Iran fait référence à une demande de l'Iran sur cette partie des eaux à laquelle il a droit.

## Villes et localités traversées

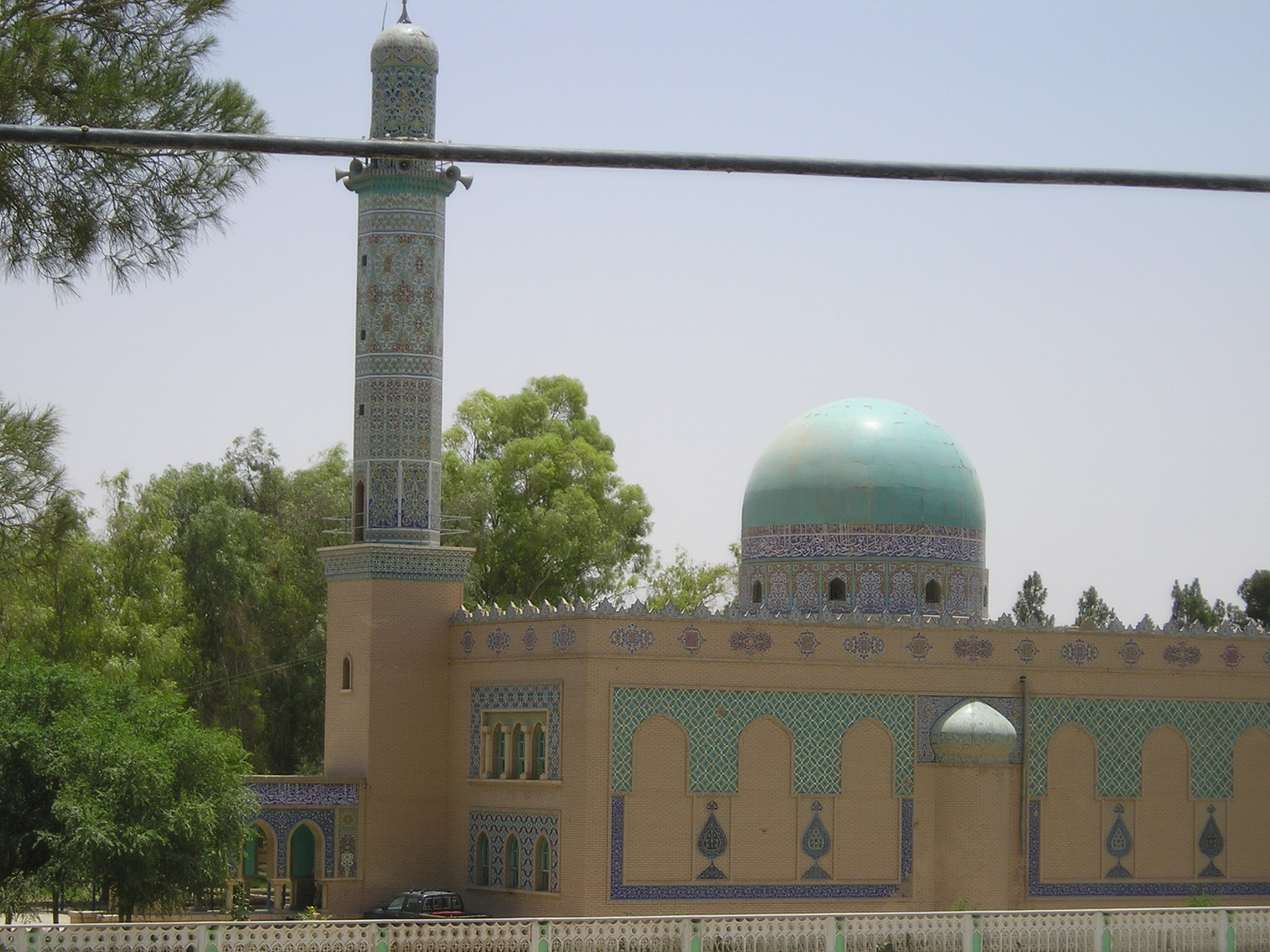
Mosquée à Lashkar Gah

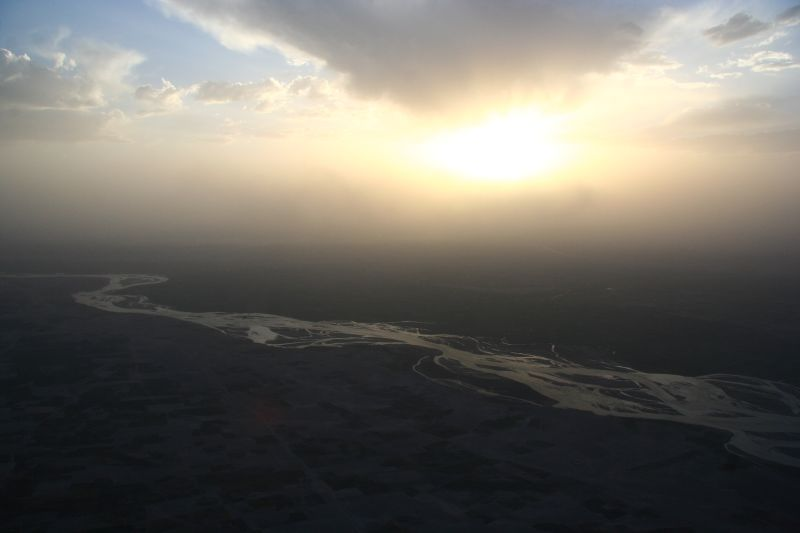
L'Helmand à hauteur de Sangin dans la province d'Helmand

À l'inverse de celles de l'Arghandab, les rives du haut et du moyen bassin de l'Helmand sont peu peuplées. Il y a peu de localités notables. Le peuplement devient plus dense lorsque le fleuve aborde la plaine en aval du barrage de Kajakai.
On doit citer Sangin, Girichk et Lashkar Gah (également appelée Bost).
- Girichk (altitude 830 mètres) est située à l'endroit où la grand route bétonnée allant de Kandahar vers Hérat franchit le fleuve. Un barrage y a été édifié dans le but de détourner d'importantes quantités d'eau pour irriguer une série de zones situées à droite du fleuve.
- Quant à Bost, l'actuelle Lashkar Gah, c'était la deuxième ville de l'empire Ghaznévide, résidence d'hiver des souverains de Ghazni. On y trouve de nombreuses ruines datant d'avant le XIIe siècle et une célèbre mosquée. La ville se trouve au niveau du confluent de l'Arghandab, lequel est dominé par l'imposante forteresse de Qala-i Bost.

Au niveau du delta, on peut voir les antiques cités de Zarandj (en Afghanistan) et de
Zabol (en Iran).

## Menaces écologiques
La dégradation de l'environnement en Afghanistan, comme partout, peut être causée par divers facteurs, naturels ou anthropiques.
La menace naturelle clé est la baisse des précipitations. Mais actuellement les dégradations dues à l'activité humaine prédominent nettement.
Les principales menaces écologiques dans le bassin de l'Hilmand, et plus particulièrement au niveau des hamouns du Sistan, incluent la baisse de la quantité d'eau disponible et la dégradation des terres :
La baisse de la quantité d'eau de l'Hilmand peut être liée à :
- La dégradation du bassin versant surtout par la déforestation;
- Les pertes d'eau liées au stockage à long terme et à ciel ouvert de certaines quantités d'eau (évaporation parfois intense de l'eau des retenues, infiltrations etc.).
- Le prélèvement d'eau abusif non soutenable, via des installations d'irrigation grandes ou petites, mais aussi par des karez, des puits et des stations de pompage mobiles. Et plus particulièrement par l'énorme système de déviation iranien appelé Chah-nimeh.
- L'utilisation inefficiente de l'eau (trop d'eau utilisée, trop tôt ou trop tard, gaspillages divers, etc.)
- Le réchauffement climatique a une action encore mal connue (si pas non-connue) sur la baisse (ou la hausse) possible des précipitations.

Causes principales de la dégradation des terres dans le bassin :
- La conversion de terres marécageuses en terres cultivées à proximité des lacs.
- L'introduction d'espèces invasives, notamment des espèces de carpes.
- La collecte excessive de bois comme combustible, l'usage de pesticides en grande quantité.
- La surpâture non soutenable.
- Des pratiques agricoles inappropriées, y compris la conversion de pâturages en champs labourables et la construction de routes.
- L'érosion éolienne et le dépôt de sable à longue distance.
- Enfin le dépôt de limon charrié par le fleuve vers les hamouns, aggravé par la déforestation, peut réduire l'étendue des lacs, donc des zones humides. L'UNEP estimait en 2003 que l'avance de l'Helmand dans l'Hamoun-e Puzak était de 20 kilomètres pour les dernières 120 années.

### La pression démographique
La population de l'Afghanistan a crû de plus de 300 % depuis 1950, où elle se montait à 8,96 millions. Une croissance similaire a eu lieu dans le bassin de l'Helmand et du Sistan.
Bien des gens se sont établis le long du fleuve et près des terres humides. Cela a impliqué des prélèvements d'eau croissants, et ce, surtout par des installations informelles grandes ou petites, et par creusement de puits.
Sous l'effet du conflit, beaucoup de nouveaux villages ont été édifiés. Les personnes déplacées, réfugiés et exilés de retour au pays, ont un besoin d'eau immédiat. Ils prennent l'eau de la source la plus proche, souvent avec l'aide d'organisations humanitaires, bien que ce type de solution puisse mener à d'importantes dégradations et ne constitue nullement une solution soutenable. C'est d'autant plus préjudiciable que ces camps peuvent devenir semi-permanents.
Notons que cette problématique démographique est commune à toutes les régions sèches de la planète, et notamment au Sahel africain.

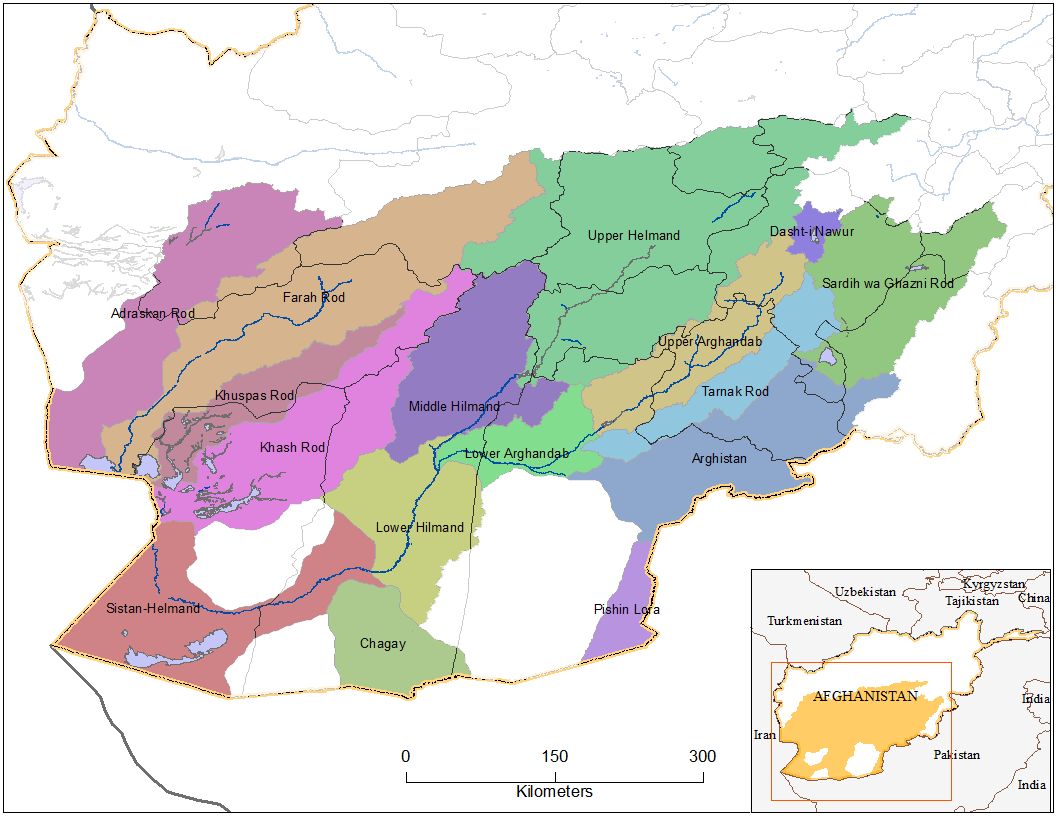
Carte des sous-bassins du système Helmand-Hamouns.

## Affluents principaux
D'amont en aval :
- Le Markhana, petite mais abondante rivière venue des montagnes du Koh-i Baba, est le premier cours d'eau notable à lui apporter ses eaux en rive droite à Dahane Richqa.
- Le Penjab est issu également du Koh-i Baba, et tout aussi abondant.
- Le Kaj est une rivière importante qui draine une large portion de territoire du versant sud de l'Hindou Kouch occidental, et conflue avec l'Helmand en rive droite.
- Le Tirin Roud (rive gauche), venu de la ville de Tarin Kôt, chef-lieu de la province d'Orozgan, rejoint l'Helmand à Deh Rawod.
- Le Musa Qala, venu du nord (rive droite), conflue au niveau de la ville de Sangin.
- Au niveau de Lashkar Gah, l'Helmand reçoit en rive gauche les eaux de son affluent principal, l'Arghandab, qui irrigue l'importante région de Kandahar. Ce dernier est grossi de 4 rivières notables : le Dori et l'Arghastan, ainsi que le Tarnak et le Lorah.